# Unión Deportiva Ibiza
Maillots
Actualités
L'Unión Deportiva Ibiza est un club de football basé à Ibiza (îles Baléares, Espagne). Il a été refondé en juillet 2015 et joue en Primera depuis 2023. Le club joue ses matches au Stade municipal de Can Misses.

## Histoire
Le club est fondé le 28 août 1950 sous le nom d'Ibiza Club de Fútbol. Le club joue en Segunda División B pour la première fois en 1977. Le club descend en Tercera División en 1984. Le club remonte en Segunda División B en 1989 puis redescend en 1992.
Le club obtient sa troisième promotion en Segunda División B en 2007. Le club fait faillite en 2010 mais il est refondé en 2015 après avoir épongé ses dettes.
Ibiza affronte le FC Barcelone le 22 janvier 2020 lors des 16e de finale de la Coupe du Roi (défaite 1 à 2).
Le 5 janvier 2021, lors des 64e de finale de la Coupe du Roi, Ibiza élimine le Celta Vigo, club de Liga sur le score de 5 buts à 2. C'est seulement la sixième fois dans l'histoire de la compétition qu'un club de troisième division (ou d'un niveau inférieur) inscrit au moins cinq buts face à une équipe de la Liga.
Le 23 mai 2021, le club est promu pour la première fois de son histoire en deuxième division. Pour sa première saison en deuxième division, le club termine à la 15e place.

## Personnalités du club

### Effectif actuel (2023/2024)
Gardiens de buts
- (G) Fabricio Ramirez 🇪🇸
- (G) Patrick Sequeira 🇨🇷
- (G) Lluc Mattas 🇪🇸
- (G) Iker Prêts 🇪🇸
- (G) Baptiste Reynet 🇫🇷

Défenseurs
- (D) Unai Médina 🇪🇸
- (D) Alain Garcia 🇪🇸
- (D) Javi Jimenez 🇪🇸